# 瀆職
瀆職（英語：misfeasance/ nonfeasance/ malfeasance），是指國家官員、公務員等公職人員滥用职权、疏忽職守（严重不负责任，不履行或者不认真履行职责）、徇私、收受賄賂或其他不正當利益，令公共財產、國家人民利益受損失等。例如泄露國家機密，私放罪犯，妨礙他人解救受害者、綁架兒童，幫助受刑人逃避處罰等罪。失職則可能包括傳染病防治失職、商品檢驗或動植物檢疫失職、私設小金庫、少徵稅款、放縱走私。
應當注意的是，一些技術上屬職權之內的做法，如司法行政主管機關首長不核准執行死刑等，雖然合法，但也可能引發失職或瀆職的疑慮。

## 中華民國刑法中的瀆職罪
《中華民國刑法》中，作為第四章章名的瀆職罪大致包含公職人員或仲裁人的下列各種行為：
不盡應盡之責，委棄守地。
對於職務上行為或違背職務行為，要求期約或收受賄賂、不正利益。
有審判之職而為枉法之裁判或仲裁。
濫用職權逮捕羈押、意圖取供而施強暴脅迫、明知無罪者使受追訴或處罰、明知有罪者無故不使受追訴或處罰。
管收、解送或拘禁時施虐於人犯。
違法執行或不執行刑罰。
明知不應受理而受理訴訟事件。
明知不應徵收而徵收租稅。
抑留不發或剋扣明知職務上應發給之款項、物品。
廢弛職務釀成災害。
明知主管或監督事務違背法令，因圖私人不法利益而得利。
洩漏或交付國防以外應秘密之圖書、消息或物品。
開拆或隱匿投寄之郵件或電報。
中華民國文武職公務員犯有瀆職罪，依《中華民國憲法》及《司法院組織法》、《公務員懲戒法》、《懲戒法院組織法》規定，無分職等高低，均由懲戒法院審判。監察院對於公務員違法失職，亦得連同證據移送懲戒法院審理。

## 中华人民共和国刑法中的渎职罪
渎职罪是《中华人民共和国刑法》第九章的章名，包含了一大批涉及国家公职人员的犯罪罪名：

### 滥用职权型渎职罪
滥用职权罪
故意泄露国家秘密罪
执行裁判滥用职权罪
私放在押人员罪
滥用管理公司、证券职权罪：针对工商行政管理、证券管理等国家有关主管部门的工作人员
违法发放林木采伐许可证罪
办理偷越国（边）境人员出入境证件罪
放行偷越国（边）境人员罪

### 阻碍解救被拐卖、绑架妇女、儿童罪
帮助犯罪分子逃避处罚罪

### 玩忽职守型渎职罪
玩忽职守罪
过失泄露国家秘密罪
执行裁判玩忽职守罪
失职致使在押人员脱逃罪
国家机关工作人员签订、履行合同失职被骗罪
环境监管失职罪
传染病防治失职罪
商检失职罪
动植物检疫失职罪
不解救被拐卖、绑架妇女、儿童罪
失职造成珍贵文物损毁、流失罪。

### 徇私舞弊型渎职罪
徇私枉法罪:该罪名是针对刑事案件的各个办案环节。
民事、行政枉法裁判罪
徇私舞弊减刑、假释、暂予监外执行罪
徇私舞弊不移交刑事案件罪
徇私舞弊不征、少征税款罪
徇私舞弊发售发票、抵扣税款、出口退税罪
违法提供出口退税凭证罪：针对海关、外汇管理等国家机关工作人员。
非法批准征用、占用土地罪
非法低价出让国有土地使用权罪
放纵走私罪
商检徇私舞弊罪
动植物检疫徇私舞弊罪
放纵制售伪劣商品犯罪行为罪
招收公务员、学生徇私舞弊罪。
渎职类犯罪的主体是国家机关工作人员──包括国家权力机关（各级人大)、国家行政机关、审判机关、检察机关和军事机关。乡镇（含）以上中国共产党机关、人民政协机关中从事公务的人员“视为”国家机关工作人员。受委托代表国家机关行使职权的人也属于该罪主体，例如城镇协管、协警及治安联防人员等。某些罪名（如泄露国家秘密罪)特别规定了“非国家机关工作人员”也可构成犯罪。渎职类犯罪侦查机关是各级人民检察院反渎职侵权犯罪侦查局（简称“渎侦局”）。